# Hilarographa baliana
Hilarographa baliana es una especie de polilla de la familia Tortricidae. Fue descrita por Razowski en 2009. El nombre específico alude a la isla de Bali.
La envergadura del macho es de 14 mm y la de la hembra, 18 mm.